# 1. marec
1. marec je 60. dan leta (61. v prestopnih letih) v gregorijanskem koledarju. Ostaja še 305 dni.

## Dogodki
- 86 pr. n. št. – Sula zasede Atene
- 1441 – vojska Celjskih grofov premaga ogrske sile pri Samoboru pod Gorjanci
- 1562 – poboj 60 hugenotov – pokol v Vassyju (krvava kopel v Vassyju)
- 1565 – ustanovljen Rio de Janeiro
- 1872 – ustanovljen Narodni park Yellowstone
- 1896 – Etiopija v bitki pri Adowi premaga Italijo
- 1919 – začetek korejske vstaje proti japonski nadvladi
- 1921 – Jaroslav Hašek predstavi svoje zgodbe o dobrem vojaku Švejku
- 1941 –
  - Francoske svobodne sile zasedejo Kufro
  - Bolgarija podpiše trojni pakt
- 1942 – japonska vojska začne z zasedbo Jave
- 1943 –
  - začetek avstralsko-ameriškega letalskega napada na japonski ladijski konvoj v Bismarckovem morju
  - v Moskvi je ustanovljena Zveza poljskih patriotov
- 1945 –
  - po ukazu Vrhovnega štaba Jugoslovanske armade so se Narodnoosvobodilna vojska in partizanski odredi Jugoslavije (NOV in POJ) preimenovali v Jugoslovansko armado. Vanjo pa so bile z ukazom vključene vse partizanske enote, tudi slovenske. S tem je bila formalno odpravljena samostojnost slovenske partizanske vojske.
  - s padcem trdnjave Corregidor so osvobojeni celotni Filipini
  - zavezniška letala popoldan bombardirajo Jesenice; bilo je 107 mrtvih
- 1954 – Američani na atolu Bikini preizkusijo vodikovo bombo Castle Bravo
- 1959 – Makarios III. se vrne na Ciper
- 1970 – Rodezija (današnji Zimbabve) prekine vse formalne zveze z Združenim kraljestvom in se razglasi za republiko
- 1992 – v Bosni in Hercegovini poteka referendum o neodvisnosti
- 1998 – Titanik (film, 1997) kot prvi film preseže 1 milijardo dolarjev dohodka.
- 2006 – v Sloveniji se prične dvojno označevanje cen v tolarjih in evrih

## Rojstva
- 1105 – Alfonz VII., kastiljski kralj († 1157)
- 1261 – Hugh Despenser starejši, angleški kraljevi komornik, 1. grof Winchester († 1326)
- 1445 – Alessandro Filipepi - Sandro Botticelli, italijanski slikar († 1510)
- 1456 – Vladislav II. Ogrski, češki, ogrski in hrvaški kralj († 1516)
- 1547 – Rudolph Goclenius, nemški filozof († 1628)
- 1611 – John Pell, angleški matematik († 1685)
- 1644 – Simon Foucher, francoski filozof († 1696)
- 1657 – Samuel Werenfels, švicarski teolog († 1740)
- 1760 – François Buzot, francoski politik in odvetnik († 1794)
- 1796 – Gregor Rihar, slovenski skladatelj, organist († 1863)
- 1810 – Fryderyk Franciszek Chopin - Frédéric Chopin, poljski skladatelj, pianist (možen datum rojstva je tudi 22. februar) († 1849)
- 1858 – Georg Simmel, nemški filozof, sociolog († 1918)
- 1879 – Robert Daniel Carmichael, ameriški matematik († 1967)
- 1886 – Oskar Kokoschka, avstrijski slikar, grafik, pesnik († 1980)
- 1889 – Tecuro Vacuji - [Tetsuro Watsuji], japonski filozof in zen budist († 1960)
- 1901 – Albin Žabkar, slovenski matematik († 1962)
- 1904 – Alton Glenn Miller, ameriški glasbenik († 1944)
- 1909 – James David Graham Niven, angleški gledališki in filmski igralec († 1983)
- 1912 – Gerald Emmett Carter, kanadski kardinal († 2003)
- 1921 – Terence James Cooke, ameriški kardinal († 1983)
- 1922 – Jicak Rabin, izraelski general, predsednik vlade, nobelovec 1994 († 1995)
- 1925 – Alexandre do Nascimento, angolski kardinal († 2024)
- 1927:
  - Harold George »Harry« Belafonte, jamajško-ameriški pevec, filmski igralec (+ 2023)
  - George Ogden Abell, ameriški astronom († 1983)
- 1931 – Lamberto Dini, italijanski politik, ekonomist
- 1939 – Cvetan Todorov, bolgarsko-francoski filozof in literarni teoretik († 2017)
- 1942:
  - Michael Giles, angleški glasbenik (bobnar)
  - Richard Bowman Myers, ameriški general
- 1944 – Roger Daltrey, angleški rock pevec, igralec
- 1946 – Jan Kodeš, češki tenisač
- 1948 – Winston »Burning Spear« Rodney, jamajški pevec reggaeja, glasbenik
- 1953 – Rolf Danneberg, nemški atlet
- 1969 – Nataša Barbara Gračner, slovenska igralka in režiserka
- 1978 – Jensen Ackles, ameriški filmski in televizijski igralec
- 1987 – Kesha, ameriška pop pevka
- 1989 – Carlos Vela, mehiški nogometaš
- 1994 – Justin Bieber, kanadski pop pevec

## Smrti
- 492 – Feliks III., papež (* 425)
- 1131 – Štefan II., ogrski kralj (* 1101)
- 1233 – Tomaž I., savojski grof (* 1178)
- 1244 – Gruffyd ap Llywelyn, nezakonski sin valižanskega princa Llywelyna Velikega (* 1200)
- 1305 – Blanka Francoska, avstrijska in štajerska vojvodinja (* 1278)
- 1320 – Ajurbarvada, mongolski veliki kan, kitajski cesar (* 1285)
- 1349 – Ibn Fadlalah al-Umari, arabski zgodovinar (* 1301)
- 1510 – Francisco de Almeida, portugalski raziskovalec (* 1450)
- 1633 – George Herbert, valižanski pesnik (* 1593)
- 1643 – Girolamo Frescobaldi, italijanski organist, skladatelj (* 1583)
- 1740 – Franc Mihael Strauss, slovenski slikar (* 1674)
- 1777 – Georg Christoph Wagenseil, avstrijski skladatelj (* 1715)
- 1792 – Leopold II. Habsburško-Lotarinški, nemško-rimski cesar (* 1747)
- 1841 – Claude-Victor Perrin, francoski maršal, politik (* 1764)
- 1862 – Peter Barlow, angleški matematik in fizik (* 1776)
- 1911 – Jacobus Henricus van 't Hoff, nizozemski kemik, nobelovec 1901 (* 1852)
- 1912 – Peter Nikolajevič Lebedjev, ruski fizik (* 1866)
- 1922 – Rafael Moreno Aranzadi, španski nogometaš (* 1892)
- 1926 – Camilo Pessanha, portugalski pesnik (* 1867)
- 1929 – Wilhelm von Bode, nemški umetnostni kritik, kustos (* 1845)
- 1930 – Friedrich Karl »Fritz« Henkel, nemški kemik, industrialec (* 1848)
- 1939 – Kido Okamoto, japonski dramatik (* 1872)
- 1963 – Jorge Daponte, argentinski avtomobilistični dirkač (* 1923)
- 1984 – Peter Walker, britanski avtomobilistični dirkač (* 1912)
- 1998 – Jean Marie Julien Balland, francoski kardinal (* 1934)
- 2021 – Zlatko Kranjčar, hrvaški nogometaš in nogometni trener (* 1956)

## Prazniki in obredi
- svetovni dan Civilne zaščite
- Bolgarija – Baba Marta